# Cloverdale (Virgínia)
Cloverdale és una concentració de població designada pel cens dels Estats Units a l'estat de Virgínia. Segons el cens del 2000 tenia 2.986 habitants.

## Demografia
Segons el cens del 2000, Cloverdale tenia 2.986 habitants, 1.158 habitatges, i 858 famílies. La densitat de població era de 369,5 habitants per km².
Dels 1.158 habitatges en un 37% hi vivien nens de menys de 18 anys, en un 63,4% hi vivien parelles casades, en un 8% dones solteres, i en un 25,9% no eren unitats familiars. En el 22,4% dels habitatges hi vivien persones soles el 6,9% de les quals corresponia a persones de 65 anys o més que vivien soles. El nombre mitjà de persones vivint en cada habitatge era de 2,58 i el nombre mitjà de persones que vivien en cada família era de 3,05.
Per edats la població es repartia de la següent manera: un 26,9% tenia menys de 18 anys, un 7% entre 18 i 24, un 28,4% entre 25 i 44, un 27,3% de 45 a 60 i un 10,5% 65 anys o més.
L'edat mediana era de 39 anys. Per cada 100 dones de 18 o més anys hi havia 92 homes.
La renda mediana per habitatge era de 51.847 $ i la renda mediana per família de 55.893 $. Els homes tenien una renda mediana de 40.369 $ mentre que les dones 27.566 $. La renda per capita de la població era de 25.075 $. Entorn del 6,3% de les famílies i el 8,2% de la població estaven per davall del llindar de pobresa.

## Poblacions més properes
El següent diagrama mostra les poblacions més properes.